# Voices (Lake)
Voices is het tweede studioalbum dat Lake opnam voor Polydor. Het album is opgenomen in de maanden mei, juni en juli van 1985 in de Tao geluidsstudio van Achim Oppermann. Aanvullende opnamen werden gemaakt in de eveneens te Hamburg gevestigde Chameleon geluidsstudio. De twee promotiesingles Alright! en More than a feeling konden het album niet richting welke hitparade dan ook trekken.

## Musici
- James Hopkins-Harrison – zang
- Achim Oppermann – toetsinstrumenten, zang, leadzang op Echo
- Dieter Ahrendt – slagwerk, percussie
- Josef Kappl – basgitaar, zang
- Thomas Bauer – toetsinstrumenten, altsaxofoon, zang
- Bernd Gärtig – gitaar, zang

Met
- Detlev Reshöft – toetsinstrumenten
- Julie Maccadum – zang op Nervous breakdown

## Muziek
| Nr. | Titel                                               | Duur |
| --- | --------------------------------------------------- | ---- |
| 1.  | Alright (Hopkins-Harrison, Oppermann)               | 3:36 |
| 2.  | More than a feeling (Hopkins-Harrison, Oppermann)   | 4:26 |
| 3.  | Comedy of love (Hopkins-Harrison, Bauer)            | 3:44 |
| 4.  | Echo of the melody (Hopkins-Harrison, Oppermann)    | 4:27 |
| 5.  | I don’t wanna lose you (Hopkins-Harrison, Bauer)    | 3:44 |
| 6.  | Nervous breakdown (Hopkins-Harrison, Oppermann)     | 3:12 |
| 7.  | Chase the dragon (Hopkins-Harrison, Kappl)          | 3:53 |
| 8.  | Who do you love (Hopkins-Harrison, Oppermann)       | 4:46 |
| 9.  | Love is a game (Hopkins-Harrison, Kappl)            | 3:14 |
| 10. | Music’s a way of life (Hopkins-Harrison, Oppermann) | 4:43 |